# Ulf af Horsnäs
Ulf af Horsnäs var adlig ätt nummer 56 på Sveriges Riddarhus. Johan Eriksson Ulf (till Horsnäs) introducerades 1625 på Riddarhuset.
Ätten utslocknade 1795.

## Kända medlemmar
- Johan Gudmundsson (död 1570), skeppshövitsman.
- Erik Gudmundsson (död 1564), ryttmästare.
- Erik Eriksson Ulf (1564–1657), hovjunkare.